# Кольник полусферический
Ко́льник полусфери́ческий (лат. Phyteuma hemisphaericum) — вид двудольных цветковых растений, включённый в род Кольник (Phyteuma) семейства Колокольчиковые (Campanulaceae).

## Ботаническое описание
Кольник полусферический — небольшое многолетнее травянистое растение с корневищем, не превышающее 30 см в высоту. Стебли прямостоячие или приподнимающиеся. Листья многочисленные, собранные в прикорневую розетку, несколько также на стебле, линейной или ланцетовидной, иногда лопатковидной формы, с цельным или слабо зубчатым краем, до 15 см длиной.
Цветки в шаровидных соцветиях до 2,5 см длиной на концах стеблей, с мелкими продолговатыми прицветниками. Чашечка светло-зелёная, голая, пятидольчатая. Венчик состоит из пяти изогнутых лепестков фиолетово-синего цвета, реже беловатый. Пестик синего цвета, с трёхдольчатым рыльцем.
Плод — зелёная коробочка до 3 мм в диаметре, с многочисленными мелкими семенами.

## Ареал
Кольник полусферический в естественных условиях произрастает в горных районах Южной, Западной и Центральной Европы на высоте до 3200 м над уровнем моря.

## Таксономия
|  |                                      |  |                                                         |                                                         |                           |  | ещё 10 семейств (согласно Системе APG III) | ещё 10 семейств (согласно Системе APG III) |                             |  |  |  | ещё около 20 видов |
|  |                                      |  |                                                         |                                                         |                           |  | ещё 10 семейств (согласно Системе APG III) | ещё 10 семейств (согласно Системе APG III) |                             |  |  |  | ещё около 20 видов |
|  |                                      |  |                                                         | порядок Астроцветные                                    |                           |  |                                            |                                            | род Кольник                 |  |  |  |                    |
|  |                                      |  |                                                         | порядок Астроцветные                                    |                           |  |                                            |                                            | род Кольник                 |  |  |  |                    |
|  | отдел Цветковые, или Покрытосеменные |  |                                                         |                                                         | семейство Колокольчиковые |  |                                            |                                            | вид Кольник полусферический |  |  |  |                    |
|  | отдел Цветковые, или Покрытосеменные |  |                                                         |                                                         | семейство Колокольчиковые |  |                                            |                                            |                             |  |  |  |                    |
|  |                                      |  | ещё 58 порядков цветковых растений (по Системе APG III) | ещё 58 порядков цветковых растений (по Системе APG III) |                           |  |                                            | ещё более 90 родов                         | ещё более 90 родов          |  |  |  |                    |
|  |                                      |  |                                                         | ещё 58 порядков цветковых растений (по Системе APG III) |                           |  |                                            |                                            | ещё более 90 родов          |  |  |  |                    |

### Синонимы
- Phyteuma gaussenii Chouard, 1952
- Phyteuma graminifolium Sieber, 1822
- Phyteuma hemisphaericum f. vulgare Rich.Schulz, 1904
- Phyteuma hemisphaericum var. albiflorum Schur, 1866
- Phyteuma hemisphaericum var. carinthiacum Rich.Schulz, 1904
- Phyteuma hemisphaericum var. graminifolium (Sieber) Schur, 1866
- Phyteuma hemisphaericum var. hedraianthoides Chouard, 1952
- Phyteuma hemisphaericum var. latifolium Schur, 1966
- Phyteuma hemisphaericum var. platyphyllum Rich.Schulz, 1904
- Phyteuma hemisphaericum var. setaceum Hegetschw., 1825
- Phyteuma hemisphaericum var. subacaule Rouy, 1908
- Phyteuma intermedium Hegetschw., 1825
- Phyteuma serratoides Chouard, 1952
- Rapunculus hemisphaericus (L.) Mill., 1768